# Талица (приток Дарьи)
Талица — малая река на Среднем Урале, протекающая в Шалинском районе Свердловской области, правый приток Дарьи. Длина реки — 17 км.

## География
Река Талица протекает по Шалинскому району, по территории городского округа Староуткинск Свердловской области.
Исток реки в Дарьинских горах на территории Висимского государственного заповедника. От истока река течёт преимущественно на запад, далее на юго-юго-запад, принимая ряд мелких притоков.
Талица впадает в реку Дарью справа, в 16 км от устья последней. В нижнем течении на Талице имеется пруд в урочище Талица на месте бывшей деревни.

## Данные водного реестра
По данным государственного водного реестра России, река Талица относится к Камскому бассейновому округу. Водохозяйственный участок реки — Чусовая от города Ревды до в/п посёлка Кына, речной подбассейн реки — Кама до Куйбышевского водохранилища (без бассейнов рек Белой и Вятки), речной бассейн реки — Кама.
Код объекта в государственном водном реестре — 10010100612111100010478.